# Коновалов, Евгений Владиславович
Евгений Владиславович Коновалов (род. 27 марта 1981 года, Ярославль) — поэт, литературный критик, математик, педагог. Доцент Ярославского государственного университета им П. Г. Демидова, кандидат физико-математических наук.

## Биография
Евгений Коновалов родился 27 марта 1981 года в в Ярославле. Окончил Ярославский государственный университет. Там же начал заниматься преподавательской деятельностью, научной работой по теме, связанной с моделированием нейронных сетей.
Участник девяти Форумов молодых писателей России, стран СНГ и Зарубежья (2004—2015). В 2013 году принят в Союз писателей России, но вскоре по ряду причин вышел из ярославского отделения данной организации. Евгений Владиславович является один из основателей и координатором Ярославского литературного клуба «Бродячая @».
Как поэт и литературный критик публиковался в журналах «Арион», «Вопросы литературы», «Звезда», «Знамя», «Новая Юность», «Октябрь», «Сибирские огни», «Урал» и др.
Живёт и работает в в Ярославле.

## Книги
- Беглость речи. — Ярославль: Аверс-пресс, 2005
- Стихотворения и поэмы. — М.: Водолей, 2011. — 136 с.: портр. ISBN 978-5-91763-053-3[2]

## Квалификационные работы
- Исследование и управление режимами самоорганизации в сетях обобщенных нейронных автоматов: диссертация кандидата физико-математических наук: 05.13.18 / Коновалов Евгений Владиславович; [Место защиты: Ярослав. гос. университет им. П.Г. Демидова]. — Ярославль, 2008. — 117 с.
- Исследование и управление режимами самоорганизации в сетях обобщенных нейронных автоматов: автореферат диссерт. кандидата физико-математических наук: 05.13.18 / Коновалов Евгений Владиславович; [Место защиты: Ярослав. гос. ун-т им. П.Г. Демидова]. — Ярославль, 2008. — 23 с.[3]

## Премии и награды
- Лауреат первого международного поэтического конкурса «Критерии свободы» им. Иосифа Бродского (Санкт-Петербург, 2014)
- Лауреат третьего и пятого международных поэтических интернет-конкурсов «Эмигрантская лира» (Бельгия, 2015—2017)
- Лауреат премии журнала «Арион» за ряд критических статей о современной поэзии, с формулировкой «за смелость и глубину критической мысли» (Москва, 2019)